# Rugby Europe Sevens Championship 2021
El Rugby Europe Sevens de 2021 fue la decimonovena temporada del circuito de selecciones nacionales masculinas europeas de rugby 7.
El circuito consistió en dos torneos, el primero de ellos en Portugal y el segundo en Rusia.

## Calendario
| Torneo               | Ciudad | Fecha                  | Campeón |
| -------------------- | ------ | ---------------------- | ------- |
| Seven de Lisboa 2021 | Lisboa | 5-6 de junio de 2021   | España  |
| Seven de Moscú 2021  | Moscú  | 26-27 de junio de 2021 | España  |

## Tabla de posiciones
| Pos | País     | POR | RUS | Puntos |
| --- | -------- | --- | --- | ------ |
| 1   | España   | 20  | 20  | 40     |
| 2   | Alemania | 18  | 16  | 34     |
| 3   | Rusia    | 16  | 14  | 30     |
| 4   | Lituania | 8   | 18  | 26     |
| 5   | Georgia  | 12  | 12  | 24     |
| 6   | Portugal | 14  | 8   | 22     |
| 7   | Italia   | 10  | 10  | 20     |
| 8   | Polonia  | 6   | 6   | 12     |

| Bandera de España |
| Campeón España    |
| 1º título         |